# جرج فرن
جرج فرن (انگلیسی: George Fern; ۱۰ فوریهٔ ۱۸۷۴ – ۱۹ مهٔ ۱۹۵۵) بازیکن فوتبال اهل بریتانیا بود.
از باشگاه‌هایی که در آن بازی کرده‌است می‌توان به باشگاه فوتبال فولام، باشگاه فوتبال لینکولن سیتی، باشگاه فوتبال کاونتری سیتی، باشگاه فوتبال میلوال، و باشگاه فوتبال واتفورد اشاره کرد.